# ジブリル・タムシル・ニアヌ
ジブリル・タムシル・ニアヌ（Djibril Tamsir Niane, 1932年1月9日 - 2021年3月8日）は、フランス領西アフリカのコナクリ出身のセネガル共和国の歴史学者、劇作家、短編小説家。マンデ人の歴史を専門にする。12世紀から16世紀にかけてのアフリカ史を専攻とし、特にマリ帝国の研究で知られる。アフリカの脱植民地化に功績があるとされる。D. T. ニアヌの表記が多い。

## 来歴
ジブリル・タムシル・ニアヌは、フランスの植民地時代の1932年1月9日にコナクリに生まれ、中等教育までをダカールで受けた。民族的にはプル（フルベ、フラニともいう）になる。また、ムスリムである。植民地宗主国フランスのボルドー大学で学び、1959年に歴史学の学位（Diplôme d'études supérieures en France）を取得した。ニアヌの研究の中心は、中世のマンデ、特にマリ帝国にある。マンデ社会には「グリオ」と呼ばれる過去の王たちの事跡を語り伝える吟遊詩人がいるが、ニアヌはこうしたグリオたち（特にママドゥ・クヤテが有名）から口頭伝承を聞き取り、歴史を再構築した。最初の学術的論文は、Recherches sur l’empire du Mali (1959; マリ帝国の研究)、その次に Histoire de l’Afrique occidentale (1961; 西アフリカの歴史) が発表された。
上記学術的論文の合間、1960年に小説『スンジャタ、或いはマンディングの叙事詩』（Soundjata, ou l’épopée mandingue）を発表した。この作品は、口頭伝承『スンジャタ叙事詩』に基づいて、13世紀マリ帝国の始祖スンジャタ・ケイタの生涯を小説形式で再構築したものであり、非常に高い評価を受けた。ニアヌは、1964年に国際連合教育科学文化機関（ユネスコ）が後援した出版事業、『ユネスコ・アフリカの歴史』（l’Histoire générale de l'Afrique）にジョゼフ・キゼルボとの共同監修で参加した。また、植民地化以前の中世アフリカを扱った第4巻全体の編集も行っている。
ニアヌは1964年から1972年まで新生ギニア共和国の研究所等で教育などに携わったあと、その後はセネガル共和国ダカールのブラック・アフリカ基礎研究所に移った。1970年代、セク・トゥーレ体制下のセネガルでは、作家活動が原因で投獄されるおそれがあったため、家族をマリ共和国に逃した。1971年に書かれた小説『シカソ、或いは最後の砦』(1971; Sikasso ou la Dernière Citadelle) では、フランス帝国のアフリカ搾取とそれに対するアフリカ人のレジスタンスを描き出した。ダカール大学で教え、1983年に栃木県立美術館で開催されて話題となった「現代セネガル美術展」のコミッショナーをつとめた。また、ワシントンD.C. のハワード大学や東京大学の名誉教授でもある。
2021年3月8日、新型コロナウイルス感染症（COVID-19）により、ダカールで死去。89歳没。
「黒人のマヌカン」としてはじめての国際的に活躍したスーパーモデルの一人、カトゥーシャ・ニアヌ（1960-2008）は、ジブリル・タムシル・ニアヌの実の娘である。

## 著書
- 1960, Soundiata ou l'épopée mandingue (Paris, Présence africaine)
- 1975, Recherche sur l'empire du Mali au Moyen Âge, suivi de Mise en place des populations de la Haute-Guinée (Paris, Présence africaine)
- 1985, Contes d'Hier et d’Aujourd’hui (Paris, Présence africaine)
- 1989, Histoire des Mandingues de l'ouest (Paris, Karthala)
- 1991, «Le Mali et la deuxième expansion mande» in Histoire générale de l'Afrique, vol. IV

## 発展資料
- Pierrette Herzberger-Fofana, « Djibril Tamsir Niane, ou le récit historique », in Écrivains africains et identités culturelles : entretiens, Stauffenburg, Tubingen, 1989, p. 94-102 ISBN 3-923721-92-7
- Lilyan Kesteloot, « Djibril Tamsir Niane », in Anthologie négro-africaine. Histoire et textes de 1918 à nos jours, EDICEF, Vanves, 2001 (nouvelle éd.), p. 354-362
- Kahiudi Claver Mabana, « Les voix de démystification : Djibril Tamsir Niane, Chaka (1971) », in Des transpositions francophones du mythe de Chaka, Lang, 2002, p. 59-65 ISBN 9783906769400